# Юзеф Каласантій Дідушицький
Юзеф Каласантій Дідуши́цький (пол. Józef Kalasanty Dzieduszycki; 3 липня 1776,  — 19 червня 1847, Львів) — спольщений граф українського походження, військовослужбовець, засновник Поторицької бібліотеки, бібліофіл, колекціонер та господарський діяч.

## Біографія
Представник спольщеного шляхетського роду Дідушицьких гербу «Сас». Четвертий син генерал-лейтенанта і чесника великого коронного Тадеуша Дідушицького (1724—1777) та Саломеї Жозефи Бірберштайн-Трембінської. Брати — Валеріан, Антоній Базилій і Вавжинець.
Мав чин капітана польської армії. Йому належали маєтки: Поториця, Тарнаватка, Яришів, Боратин, Тулиголове, Журовички та інші.
В 1815 році заснував Поторицьку бібліотеку, яка згодом була об'єднана з музеєм імені Дідушицьких у Львові.
3 листопада 1818 року одружився з графинею Пауліною Дзялинською (1795—1856), дочкою сенатора-воєводи Варшавського герцогства, графа Ксаверія Дзялинського (1756—1819), і Юстини Модести Дідушицької (1761—1844). Син: Граф Володимир Ксаверій Тадеуш Дідушицький (1825—1899), польський політичний діяч, меценат, колекціонер.
25 березня 1821 року за ним та його братами був затверджений графський титул в Королівстві Польському.